# 隣接
| ウィキペディアには「隣接」という見出しの百科事典記事はありません（タイトルに「隣接」を含むページの一覧/「隣接」で始まるページの一覧）。 代わりにウィクショナリーのページ「隣接」が役に立つかもしれません。 |